# Oualata
Oualata este un oraș în Mauritania.